# Richard Tabnik
Richard Tabnik (1952) is een Amerikaanse jazzsaxofonist.

## Biografie
Tabnik studeerde van 1970 tot 1972 bij de jazz-altsaxofonist Lee Konitz. Tijdens de jaren 1975 tot en met 1979 woonde hij in Buffalo (New York) en speelde hij altsaxofoon in de Big Band van Frank Foster aan de University in Buffalo, The University at Buffalo, The State University of New York. Hij schreef en trad op in vele hoedanigheden in Houston, Texas, Atlanta, Georgia en Providence (Rhode Island). Hij studeert en treedt op met Connie Crothers sinds januari 1980. Tabnik treedt op met het kwartet CCQt, met Connie Crothers op piano, Roger Mancuso op drums en Sean Smith op bas. Tabnik staat bekend om zijn virtuositeit, originaliteit, diepte en verbeeldingskracht.

## Discografie
- Duo Dimension (cd of lp) - Connie Crothers, Richard Tabnik
- Solo Journey - Richard Tabnik, solo
- In the Moment - Richard Tabnik Trio, Carol Tristano, Cameron Brown[7]
- Life at the Core - Richard Tabnik Quartet, Andy Fite[8], Roger Mancuso, Calvin Hill[9]

- International Standard Name Identifier: 0000 0000 5213 9080
- Library of Congress Control Number: no98017242
- Virtual International Authority File: 4541706
- WorldCat: E39PBJdmkcfry9VV6M3Q9f6HYP